# Droit abkhaze
Le droit abkhaze est le droit appliqué en Abkhazie, un État non reconnu internationalement.

## Sources du droit

### Constitution de l'Abkhazie
La Constitution est la norme suprême de l'Abkhazie. Toutes les autres normes doivent être conforme à celle-ci.

### Normes internationales
L'article 3 dispose que l'Abkhazie peut entrer en relation avec d'autres États. La procédure de négociation, d'adoption ou d'adhésion aux traités est prévue dans une loi.

### Législation
L'autorité législative est confiée à l'Assemblée du peuple.

## Sources

## Compléments